# Socjalistyczna Partia Pracy Chorwacji
Socjalistyczna Partia Pracy Chorwacji (chorw. Socijalistička radnička partija Hrvatske, SRP) – chorwacka skrajnie lewicowa partia polityczna. Często uznawana za najbardziej lewicową zarejestrowaną partię kraju.

## Ideologia
Teoretycznie partia reprezentuje spektrum wszystkich lewicowych ideologii.
Partia podkreśla znaczenie ruchu związkowego, samorządności i demokracji bezpośredniej, ugrupowanie wspiera nowe ruchy społeczne. Partia aktywnie broni jugosłowiańskiego ruchu oporu podczas II wojny światowej. Partia określa wojnę w latach 90. mianem wojny domowej w przeciwieństwie pozostałych ugrupowań uznających ją za Wojnę Ojczyźnianą.
Sekcją młodzieżową SRP jest ugrupowanie Młodzi Socjaliści (Mladi Socijalisti Hrvatske).

## Publikacje
Organem prasowym ugrupowania jest Socijalizam danas (Socjalizm dzisiaj). Organizacja partyjna w Splicie wydaje własną gazetę Gariful (goździk).

## Historia
Partia została założona w 1997 przez grupę lewicowych działaczy skupionych wokół czasopisma zatytułowanego Hrvatska ljevica i jego redaktora naczelnego Šuvar Stipe.
Pierwszymi wyborami w których wystartowała były wybory parlamentarne w 2000 roku. Partia zdobyła 18,863 głosów (0,66%).
Po wyborach, grupa z członków Młodzieży Socjalistycznej, młodzieżówki partii, utworzyła nowe ugrupowanie pod nazwą Zielona Lewica Chorwacji.
W wyborach lokalnych w 2001 SRP udało się zdobyć kilka miejsc w okręgach Daruvar i Donji Lapac i Vrhovine.
Partia wystartowała w następnych wyborach parlamentarnych w 2003, zdobywając 15,515 głosów (0,59%).
W 2004 Stipe Šuvar zrezygnował z funkcji przewodniczącego partii i został zastąpiony przez Iwana Plješa. Wkrótce po tym w partii nastąpił rozłam.
W wyborach samorządowych w 2005 SRP wystartowała wspólnie z innymi lewicowymi partiami.
W wyborach parlamentarnych w 2007 partia była jednym z członków koalicji wyborczej która uzyskała 9 884 głosów (0,4%).